# Sepiella japonica
Сепиелла японская (лат. Sepiella japonica) — вид головоногих моллюсков из отряда каракатиц. Очень многочисленный промысловый вид.

## Внешний вид и строение
Длина тела 30—39 см, длина мантии 18—20 см (обычно 11—14 см). Вес до 0,8 кг.
Булава щупалец длинная, с многочисленными мелкими присосками, расположенными более чем в 20 рядов.
Самцы Sepiella japonica больше самок и имеют более плотное телосложение. Цвет верхней стороны мантии коричневый, со множеством светлых овальных пятен.

## Распространение и места обитания
Обитает в субтропических водах Тихого океана (Северо-Западная Пацифика) от Центрального Хонсю и залива Посьета до Южного Китая, Тайваня и Филиппин.
Субтропический вид, встречается на шельфе и у побережья.

## Биология
Мелководный очень многочисленный вид, обитающий до глубин 110 м.
Сезон нереста, в зависимости от температуры, приходится на февраль — март у берегов Гонконга и май у берегов Японии. Плодовитость 1000—1500 яиц, период инкубации в зависимости от температуры, 30-50 дней.
Продолжительность жизни — около 1 года.
Совершает небольшие по протяжённости, постоянные нагульные и нерестовые миграции, в частности, во Внутреннем Японском море.

## Промысел
Один из важнейших промысловых видов. Занимает доминирующее положение в промысле каракатиц(40-80 % общего вылова) в Восточно-Китайском море у побережья Китая, водах Японии, наряду с Sepia esculenta — Жёлтом море. Ежегодный вылов в 80-е гг. — 30-70 тыс. т (из-за отсутствия четких статистических данных по вылову КНР, возможно до 100 тыс. т), из них 15-20 тыс. т — в водах Японии.
Лов ведётся круглогодично, в основном донными тралами; пики вылова приходятся на май — июнь и декабрь — февраль.
Кроме Китая, Тайваня и Японии в промысле участвует Южная Корея.
Перспективный объект марикультуры.